# سائوری یوشیدا
سائوری یوشیدا (به ژاپنی: 吉田 沙保里، زادهٔ ۵ اکتبر ۱۹۸۲) کشتی‌گیر آزادکار سابق ژاپنی است. او از سال ۱۹۹۸ تقریباً در تمام رقابت‌های بزرگ و مهم پیروز شد، از جمله در سه دورهٔ بازی‌های المپیک، چهار دورهٔ بازی‌های آسیایی، ۱۳ دورهٔ قهرمانی جهان و ۴ دورهٔ قهرمانی آسیا؛ و یکی از برجسته‌ترین ورزشکاران در تاریخ کشتی آزاد شد. تا سال ۲۰۱۶، یوشیدا در رقابت‌های بین‌المللی دوران حرفهٔ خود تنها سه باخت را در ردهٔ بزرگسالان تجربه کرد، او ۲۰ ژانویه ۲۰۰۸ در سری مسابقات جام جهانی تیمی، به مارسیه ون دوسن (۰–۲)، در ۲۷ مه ۲۰۱۲ به والریا ژولوبووا (۱–۲) و در ۱۸ اوت ۲۰۱۶ در بازی‌های المپیک ریو دو ژانیرو به هلن مرولیس (۱–۴) باخت.
یوشیدا پرچم‌دار ژاپن در بازی‌های آسیایی ۲۰۰۶ و همچنین المپیک تابستانی ۲۰۱۲ بود. در سال ۲۰۰۷، او نخستین کشتی‌گیر زنی شد که به عنوان ورزشکار سال ژاپن انتخاب شد و در ۲۰۱۲ نیز جایزهٔ افتخار مردم را دریافت نمود.